# Burgbrennen

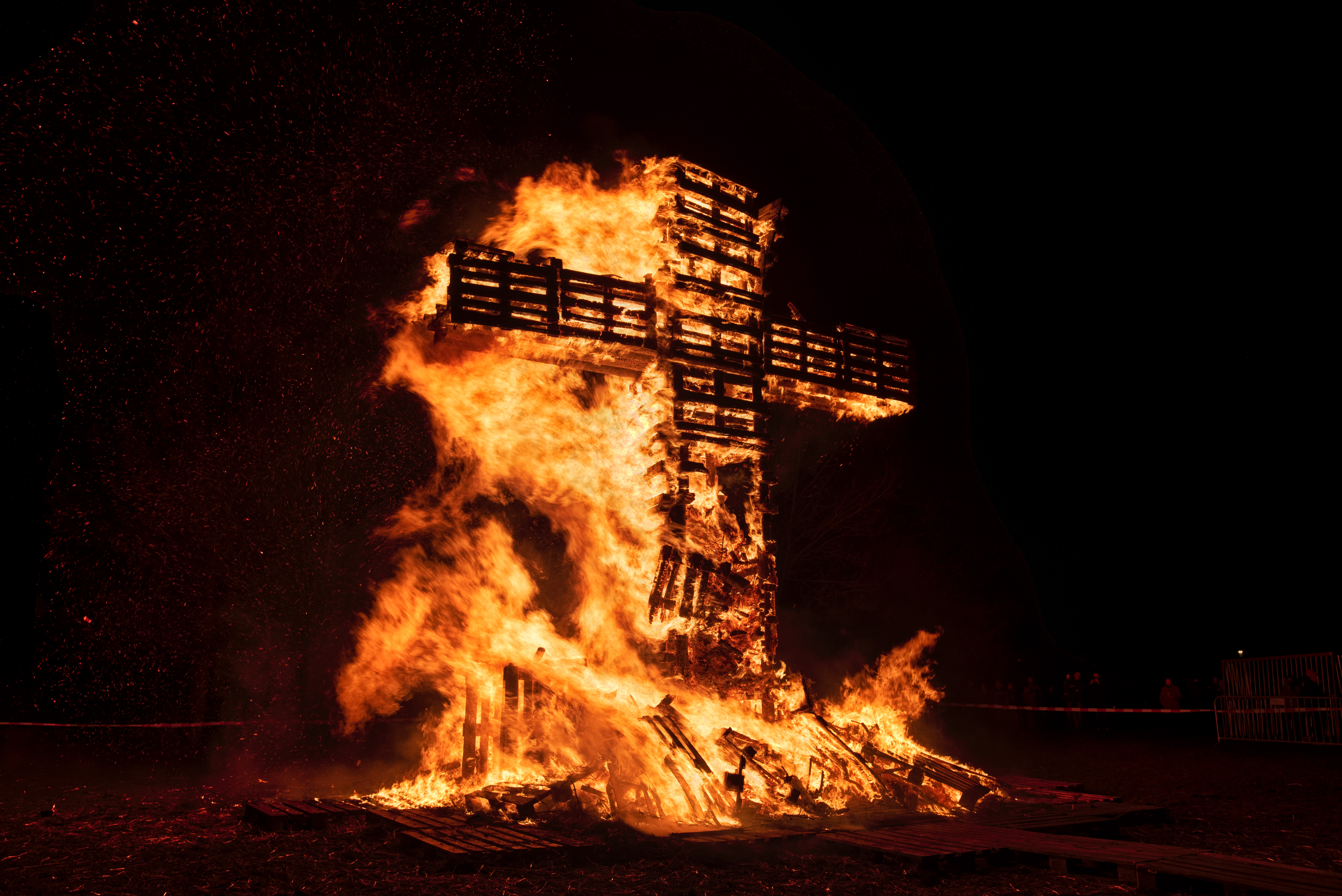
Burgbrennen in Bonneweg, 2019

Das Burgbrennen (luxemburgisch Buergbrennen) ist ein Brauch in Luxemburg, Ostbelgien und dem angrenzenden deutschen Grenzgebiet. Es ist Tradition, am ersten Sonntag nach Fastnacht  (dem ersten Fasten- bzw. „Funkensonntag“) ein großes Feuer zu machen. Dies stellt symbolisch die Verbrennung des Winters dar.

## Brauch
Gewöhnlich kümmern sich lokale Vereine um die Organisation des Burgbrennens. Sie sammeln Holz von den Bewohnern und Unternehmen der Gemeinde ein und bauen daraus die „Burg“, ein hölzernes, mit Stroh und anderem brennbaren Material umwickeltes Kreuz, das normalerweise auf einem Hügel aufgestellt wird, In manchen Ortschaften werden Fackelzüge zusammengestellt. In Ostbelgien werden zudem die Weihnachtsbäume gesammelt und Teile der Karnevalswagen symbolisch verbrannt. Die Vereine errichten Hütten, wo sie Essen (zum Beispiel Grillwurst) und Getränke verkaufen.
Laut einer Bauernregel können die Winzer beim Burgbrennen das Wetter des Frühsommers vorhersagen: „Wéi den Damp op Buergsonndeg geet, esou geet en de ganze Virsummer.“

## Etymologie
Das Wort „Buerg“ hat nichts mit einer Burg im heutigen Sinne zu tun. Es geht auf das lateinische Verb „comburo“, also „verbrennen“ zurück. So wird auch davon ausgegangen, dass die Tradition des Burgbrennens auf die Neujahrsfeste im antiken Rom zurückgeht, wo das Jahr am 1. März begann.